# Гедройц, Ян Стефан
Ян Стефан Гедройц ( пол. Jan Stefan Giedroyć; 2 февраля 1730, Гедрайчяй, Виленское воеводство или Вильна — 13 мая 1802, Альседжяй, Литовско-Виленская губерния) — польско-литовский католический епископ жемайтийский эпохи разделов Польши, известный своей пророссийской ориентацией.

## Биография
Из княжеского рода Гедройцев, сын Бенедикта Гедройца. Рукоположен во священники 1 октября 1752 года. С 1755 года член Виленскогоского капитула. Став протеже Виленского епископа Игнатия Масальского, Ян Стефан Гедройц сделал блестящую политическую и духовную карьеру во время правления короля Станислава Августа. В 1763 году он был хиротонисан в епископы и назначен титулярным епископом Веринополя и викарным епископом епархии Вильно. 22 апреля 1765 года он был назначен епископом инфлянтским (епископом Латгалии) с кафедрой в Динабурге.

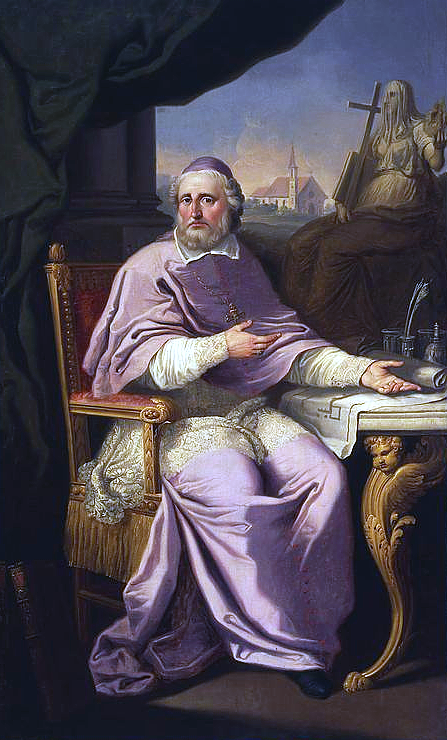
Ф. Смуглевич. Портрет епископа Гедройца, XVIII век.

На заседании польского Сената епископ Гедройц решительно осудил Барскую конфедерацию. Он донёс о подготовке восстания шляхты командованию русских войск, стоявших под Вильно. Но в 1773 году во время Сейма, утвердившего первый раздел Польши, Гедройц собирался публично выступить в защиту территориальной целостности страны. Он был готов, по его собственным словам, принять мученический венец, и королю стоило большого труда уговорить его отказаться от выступления. Однако вскоре епископ Гедройц снова стал преданным сторонником России.
Благодаря российскому покровительству, Гедройц 30 марта 1778 года был назначен епископом жемайтийским. Многочисленные недоброжелатели обвинили его в алчности и продвижении своих родственников из семьи Гедройц на церковные должности. Протеже епископа являлся его племянник, Юзеф Арнульф Гедройц, позднее сам ставший епископом Жемайтии (Самогитии). Юзефа Арнульфа, в свою очередь, уже во времена Николая I сменил Симон Николай Гедройц, таким образом кафедра оставалась за Гедройцами в период с 1778 по 1844 год (впрочем, представители этой семьи, например, Мельхиор Гедройц занимали её и раньше).
С 1778 по 1880 год Ян Стефан Гедройц был членом Постоянной Рады, в 1784 году заседал в её Казначейском департаменте.
Он был противником Конституции 3 мая 1791 года и горячим сторонником Тарговицкой конфедерации. Гедройца рассматривали как одного из людей, на которых русские могли рассчитывать в случае отмены конституции. После подавления восстания Костюшко, Гедройц приказал арестовать священника, оскорблявшего в проповедях Екатерину II, за что получил благодарность от русского посла в Польше Николая Репнина.
В декабре 1796 года был награждён российским орденом Александра Невского. Имел также польский орден Белого орла.